# Erycibe tomentosa
Erycibe tomentosa är en vindeväxtart som beskrevs av Carl Ludwig von Blume. Erycibe tomentosa ingår i släktet Erycibe och familjen vindeväxter. Utöver nominatformen finns också underarten E. t. hirsuta.